# Fhtagn-nagh Yog-Sothoth
Fhtagn-nagh Yog-Sothoth – drugie demo grupy Thergothon. Nazwa inspirowana jest twórczością H.P. Lovecrafta. Dzięki niemu grupa zaistniała na scenie doommetalowej. Piosenki zawarte na tej płycie wywarły ogromny wpływ na kształtowanie się funeral doom metalu. Często wykonywane były przez inne grupy z tego nurtu. 
Yog-Sothoth to bóstwo z panteonu R’lyeh, stworzonego przez Lovecrafta, zaś słowo fhtagn często tłumaczone jest przez badaczy jego twórczości jako śpiący, oczekujący – bądź jako czasowniki pochodzące od tych słów. Tytuł tłumaczyłby się więc jako Czekający Yog-Sothoth; w istocie w piosence Evoken pojawiają się słowa The Gates are open for Yog-Sothoth.

## Lista utworów
1. Elemental – 7:51
2. Evoken – 7:21
3. Yet the Watchers Guard – 07:58
4. The Twilight Fade – 01:59